# Dariusz Dziadzio
Dariusz Cezar Dziadzio (ur. 25 lutego 1975 w Rzeszowie) – polski polityk, poseł na Sejm Rzeczypospolitej Polskiej VII kadencji.

## Życiorys
Studiował na Wydziale Fizjoterapii Akademii Wychowania Fizycznego w Katowicach, w 2003 uzyskał tytuł zawodowy magistra. Pracował w wyuczonym zawodzie, następnie był przedstawicielem handlowym w branży medycznej. Został zatrudniony na stanowisku trenera kadry menedżerskiej w Leadership Management International Polska.
Przystąpił do Ruchu Palikota. Kandydował w wyborach do Sejmu RP w 2011 z 1. miejsca na liście tej partii w okręgu wyborczym nr 23 w Rzeszowie. Uzyskał mandat poselski, zdobywając 11 091 głosów. W lipcu 2013 przeszedł do koła poselskiego Inicjatywa Dialogu. W grudniu tego samego roku zostało ono rozwiązane w wyniku przejścia wszystkich jego posłów do klubu parlamentarnego Polskiego Stronnictwa Ludowego. W kwietniu 2014 wstąpił do PSL, a w następnym miesiącu kandydował bez powodzenia z listy tej partii w wyborach do Parlamentu Europejskiego. W wyborach do Sejmu w 2015 nie uzyskał reelekcji.
Został później m.in. dyrektorem biura poselskiego Adama Dziedzica.

## Życie prywatne
Żonaty z Magdaleną, ma syna Adama.